# Малая Зелена
Малая Зелена (укр. Мала Зелена) — село в Каменец-Подольском районе Хмельницкой области Украины.
Население по переписи 2001 года составляло 119 человек. Почтовый индекс — 31630. Телефонный код — 3859. Занимает площадь 0,395 км². Код КОАТУУ — 6825289405.

## Местный совет
31600, Хмельницкая обл., Каменец-Подольский р-н, пгт Чемеровцы, ул. Центральная, 40.